# مسجد نو قمشه
مسجد نو قمشه مربوط به دوره صفوی است و در شهرضا، خیابان حکیم فرزانه واقع شده و این اثر در تاریخ ۱۲ آذر ۱۳۷۵ با شمارهٔ ثبت ۱۷۷۶ به‌عنوان یکی از آثار ملی ایران به ثبت رسیده است.